# Alcides metaurus
Alcides metaurus (denominada popularmente, em inglês, Queensland day moth ou zodiac moth) é uma mariposa, ou traça, diurna da família Uraniidae, encontrada em Queensland, no nordeste da Austrália. Foi classificada por Carl Heinrich Hopffer, com a denominação de Nyctalemon metaurus, em 1856. Suas lagartas se alimentam de plantas dos gêneros Omphalea e Endospermum (família Euphorbiaceae). Esta espécie é aparentada com Chrysiridia rhipheus, conhecida por Rainha-de-Madagáscar e considerada a mariposa mais bonita do mundo.
Segundo The Papua Insects Foundation, esta espécie também ocorre na Nova Guiné e Misool, embora seja considerara rara naqueles territórios; podendo ser confundida com Alcides aruus, na região.

## Descrição e hábitos
Alcides metaurus apresenta uma envergadura de cerca de 10 centímetros e asas de um tom enegrecido, vista por cima, com faixas arredondadas de tonalidade amarelo-cobreada; contendo nuances de cor-de-rosa ou vermelho, dependendo do ângulo de visão. Possuem pequenas caudas na metade inferior das asas posteriores e contornos de tonalidade branca em suas bordas irregulares. Vista por baixo, os tons em negro se tornam faixas irregulares e ela possui uma área em laranja, no abdome, e um tom de asa mais azulado.

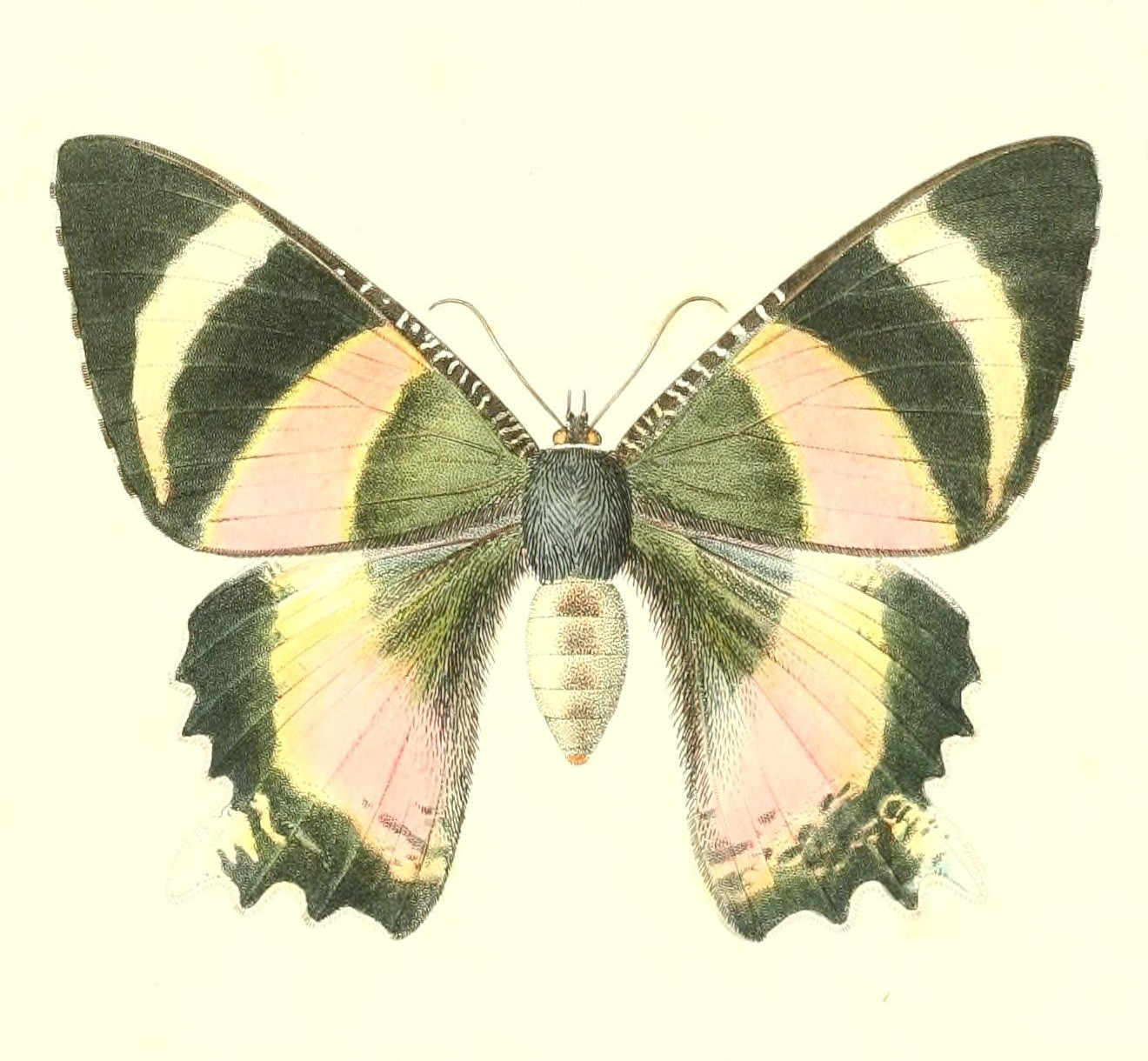
Uma pálida ilustração de Alcides metaurus, publicada no ano de sua catalogação (1856).

São geralmente encontradas no começo da manhã, quando visitam flores para se alimentar, como as de Eucalyptus, Grevillea ou Elaeocarpus, ou no final da tarde, embora possam ser vistas voando em todos os momentos do dia. Descansam com as asas abertas e planas. Em voo, variam do nível do solo para as copas das árvores. Suas lagartas apresentam diversas variações de coloração, podendo ir do verde ao vermelho. Se alimentam de várias espécies de Euphorbiaceae, incluindo Endospermum medullosum, Endospermum myrmecophilum, Omphalea queenslandiae, Omphalea papuana e Omphalea celata. Estas plantas contêm venenos que podem proteger as larvas de predação, por serem capazes de absorve-los. A pupação ocorre em um casulo, feito em uma fenda ou entre as folhas.